# Ladislaus Weiss

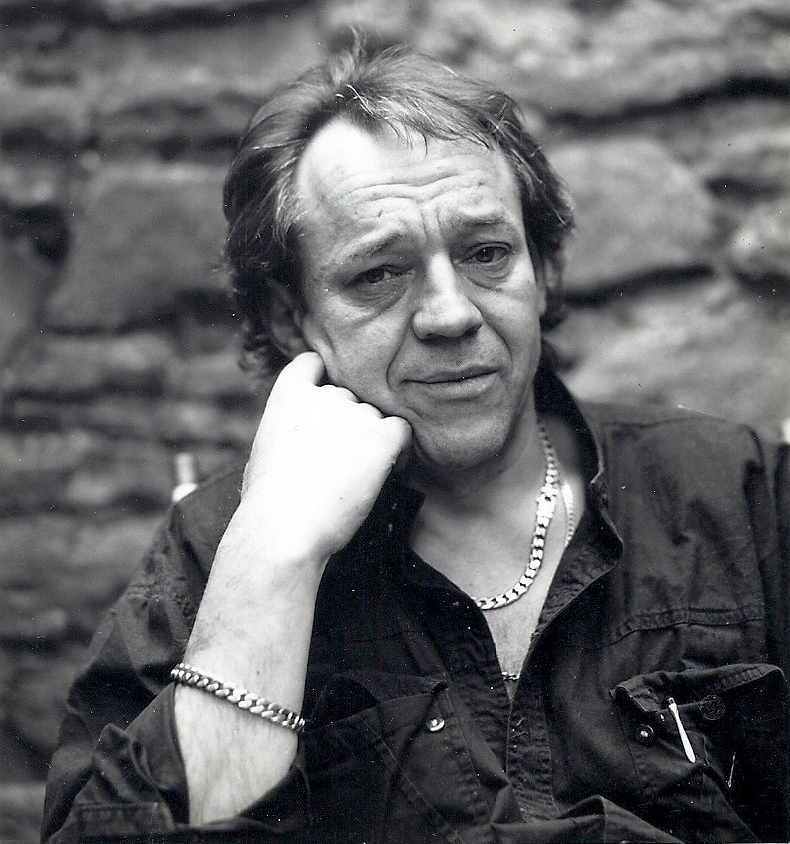
Ladislaus Weiss, 1994

Ladislaus Weiss (* 15. März 1946 in Novi Sad, Sozialistische Föderative Republik Jugoslawien; † 4. Juli 2020 in Santo Domingo, Dominikanische Republik) war ein deutscher Kunstmaler, dessen Stilrichtung dem visionären Realismus zugeordnet wird. Charakteristisch sind seine endzeitlichen Landschaften, die als Eschatologie der Endzeit beschrieben werden.

## Leben

### Kindheit und Studium
Weiss war das dritte Kind von Alois Weiss (* 1905; † 1983) und Magdalene Weiss (* 1909; † 1993), die im Jahr 1958 von Serbien nach Westdeutschland aussiedelten. Von 1959 bis 1962 besuchte er das humanistisch-theologische Internat St. Bernhard in Schwäbisch Gmünd und absolvierte im Anschluss daran eine Ausbildung als Metallbauer. Parallel dazu war er Mitglied der Sindelfinger Rockgruppe „Les Masques“, die er im Jahr 1966 verließ, um sich als Autodidakt der Malerei und dem Zeichnen zu widmen. Im Jahr 1967 immatrikulierte er zunächst an der Freien Kunstschule Stuttgart, um im Anschluss daran zwei Semester an der Merz Akademie in Stuttgart zu studieren. Von 1969 bis 1974 studierte er Malerei und Grafik an der Staatlichen Akademie der Bildenden Künste Stuttgart.

### Frühe Jahre

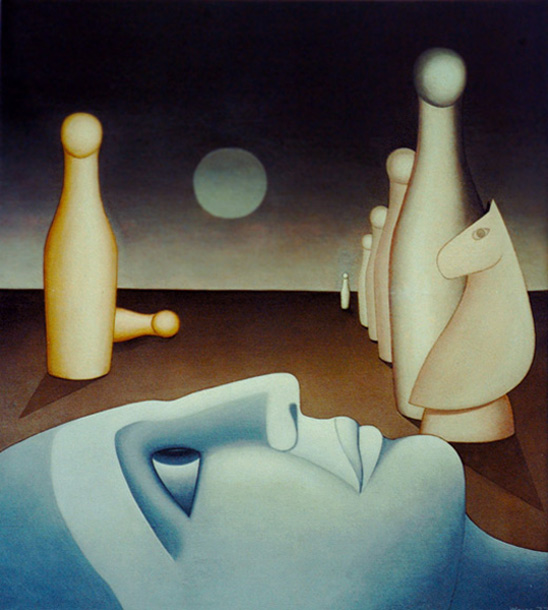
Abendländische Visionen (180 × 200 cm)

Sein erstes Atelier, ein ehemaliges Polizeigebäude am Schlossberg in Böblingen, bezog Weiss im Dezember 1970, wo er bis November 1972 lebte. In diesem Zeitraum entstanden die folgenden Werke: Weg und Ziel (Öl 100 × 130 cm), Zeit und Ewigkeit (Öl 120 × 140 cm), Sein und Werden (Öl 130 × 180 cm), Trojanisches Stillleben (Öl 134 × 160 cm) und Mondhafen (Öl 160 × 200 cm).
1973 verließ er Böblingen und zog im gleichen Jahr nach Ludwigsburg, wo er 1973 eine Atelierwohnung in der Leonberger Straße, einer ehemaligen königlichen Reiterkaserne, bezog. Dort arbeitete und wirkte er bis 1979. Hier entstand der Zyklus Abendländische Vision, sowie symbolische Kleinstudien, die in späteren Werken wieder aufgenommen wurden. 1975 lernte er den Tübinger Philosophen Hans Krämer kennen, der später über Weiss´ Werk Abendländische Vision folgendes schrieb: „In der Abhebung von Schlemmer, aber auch von Georgio De Chirico, wird darüber hinaus noch etwas weiteres deutlich - und erst damit dringen wir, meine ich, zum Eigentümlichen des Weiss´schen Werkes vor: Die bei Schlemmer bedeutungsvoll verwendete Perspektive wird bei Weiss zur kosmischen Raumperspektive radikalisiert und sie gewinnt zugleich Symbolfunktion für die Dimension Zeit. Und dies halte ich für das Entscheidende. Was es weder bei Schlemmer noch bei de Chirico gibt, dass nämlich die Dreidimensionalität des Raumes in ihrer perspektivischen Gerichtetheit Weltzeit symbolisiert; das macht die kosmischen Landschaften von Weiss zu eschatologischen zu endzeitlichen Landschaften.“
1979 musste er aufgrund einer staatlich angeordneten Generalrenovierung die ehemalige Reiterkaserne in Ludwigsburg und somit sein dortiges Atelier aufgeben. Er zog für ein Jahr nach Aichelberg im Landkreis Esslingen. In dieser Zeit entstanden unter anderem die folgenden klein- und mittelformatige Arbeiten: Europa I (Bleistift weiß gehöht 22 × 28 cm, 1979), Europa II (Bleistift Mixmedium 18 × 19 cm, 1979), Endwerk Europa (Tempera 50 × 100 cm, 1979; im Besitz des Landratsamt Böblingen) und Traum des Harfenspielers (Tempera 40 × 50 cm; im Besitz des Landratsamt Böblingen).
Im Anschluss daran lebte er für ein Jahr in Freiburg im Breisgau. Dort entstanden überwiegend kleinformatige Zeichnungen sowie der Traum des Harfenspielers II.
1986 heiratete Weiss die Künstlerin Rosita Bernadette Gonzales. Gemeinsam folgten sie einer Einladung der von Papst Pius XII gegründeten Galleria La Pigna Roma, deren Patron, der damalige Papst Johannes Paul II. im Zuge des marianischen Jahres zum Thema: "Maria als Königin des Himmels und der Erde", zwanzig Künstler aus der ganzen Welt, einlud. Als Vertreter der Bundesrepublik Deutschland wurde Ladislaus Weiss eingeladen. In Weiss´ zumeist menschenleeren, eschatologischen Landschaften sind die Architekturfragmente zentralperspektivisch auf einen Mittelpunkt hin orientiert, der fast immer durch die Sonne dargestellt wird. Da aber die Sonne ein traditionsreiches Symbol für die Mutter Gottes darstellt, kommt seine Malweise der Themenstellung entgegen. Weiss´ Bilder erhielten durch die Ausstellung in der Galleria La Pigna Roma eine zusätzliche Bedeutung. Im Anschluss daran erhielten Ladislaus Weiss und Rosita Gonzales-Weiss vom römischen Instituto Beato Angelico eine Goldmedaille. Die Urkunde wurde vom Präsidenten des Instituts Tarsicio Piccari, unterzeichnet. Diese Medaille wurde von Papst Johannes Paul II, dem Schutzherrn der Künstler, gestiftet. Rosa und Ladislaus Weiss trennten sich nach zwei Jahren Ehe und gehen seit 1988 getrennte Wege.

### Gründung der Freien Kunstschule für Bildhaftes Gestalten

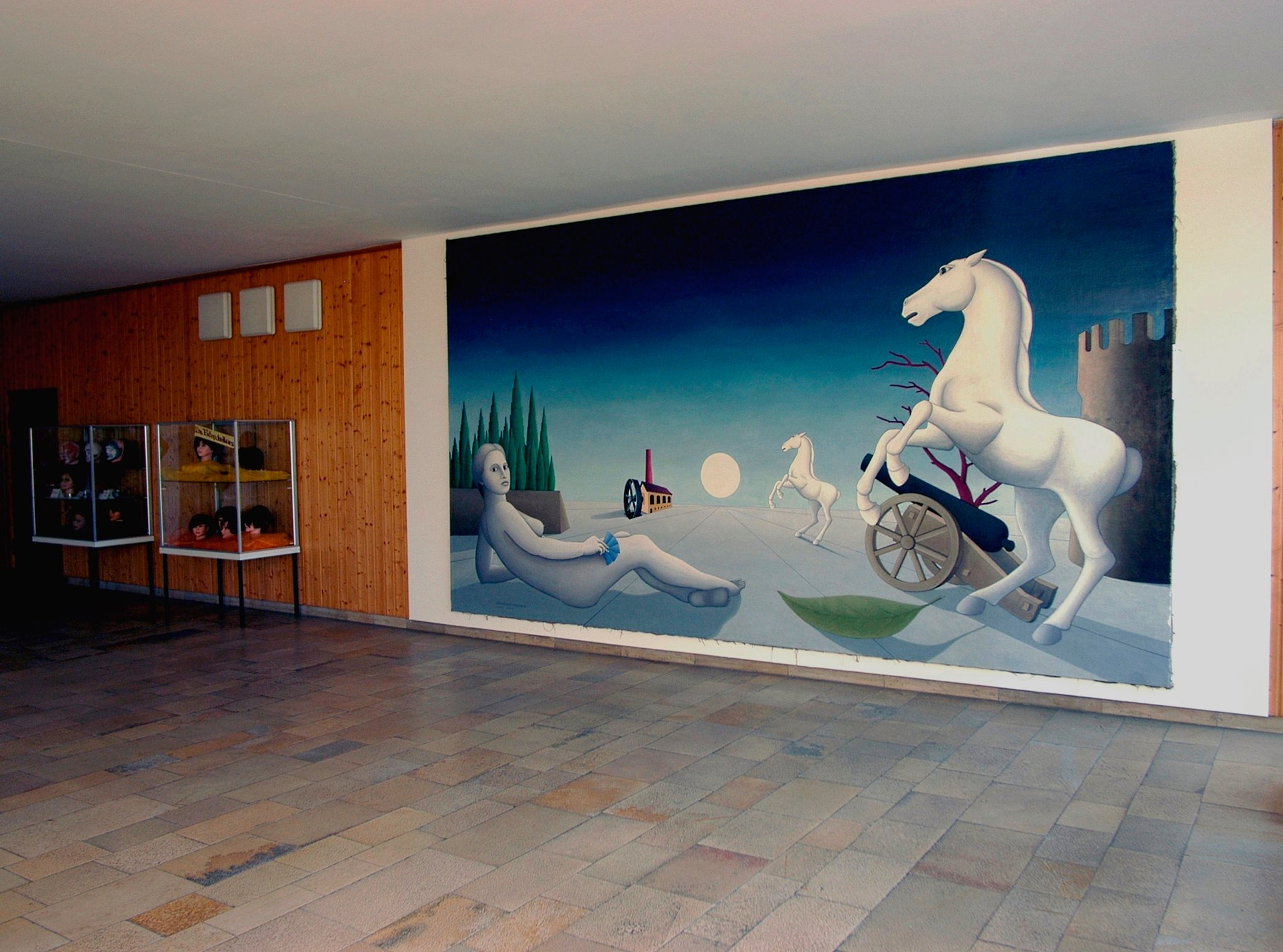
Das Ende des industriellen Zeitalters. 1983, Öl auf Leinwand, 325 X 515 cm. Sammlung Landratsamt Böblingen. Standort: Berufsschulzentrum Sindelfingen (Gottlieb Daimler Schule)

1982 kehrte Weiss von Freiburg im Breisgau nach Böblingen zurück. Die Stadt Böblingen stellte ihm ein Atelier in der Tübinger Straße zur Verfügung, das er zunächst als Atelier nutze. Parallel zu seinem Atelier in Böblingen arbeitete er als Dozent der Kunst an der Volkshochschule Herrenberg. Hier entstand im Zeitraum von 1983 bis 1986, neben seiner Lehrtätigkeit, das Monumentalgemälde Das Ende des industriellen Zeitalters. Kurz nach der Fertigstellung des Werkes entstand die Berufsfachschule „städtische Kunstschule Herrenberg“, deren Studienleitung und Mitbegründung auf Weiss, sowie den Leiter der Herrenberger Volkshochschule, Helge Bathelt, zurückzuführen ist.
Weiss verließ 1987 die städtische Kunstschule Herrenberg und rief 1988 in den Räumen seines Ateliers in Böblingen, die Kunstschule „Freie Kunstschule für Bildhaftes Gestalten“ ins Leben. In diesem Zeitraum entstanden einige mittelformatige Werke, sowie sein bisher größtes und bedeutendstes Werk Psychologie einer verspäteten Landschaft (135 × 160 cm, Öl auf Leinwand, 1983, Sammlung Landratsamt Böblingen). Die Freie Kunstschule für Bildhaftes Gestalten wurde bis 1999 von ihm geführt. Hier, sowie in der dort integrierten Kinderkunstschule wurden ca. 300 Studenten und Schüler betreut und ausgebildet. Neben Weiss waren fünf weitere Dozenten an dieser Einrichtung tätig. Zum Ausbildungsinhalt zählten u. a. ein Basisstudium, Mappenvorbereitung für Akademien und Fachhochschulen, ein Hauptstudium in der Fachrichtung „freie Malerei und Grafikdesign“. Im November 1994 wurde Weiss der Ehrendoktortitel in Zusammenarbeit mit der Freien Kunstschule für bildhaftes Gestalten Böblingen, verliehen. Aufgrund von Krankheit übergab Weiss 1999 die Leitung der Kunstschule an einen seiner Schüler und zog sich vollständig aus dem Schulbetrieb zurück.

### Späte Jahre
Nach seiner Genesung nahm Weiss 2005 seine malerische Tätigkeit wieder auf. Er bezog die Galerie „Blaues Haus“ in Böblingen. Hier entstand unter anderem sein zweitgrößtes Werk Status Quo sowie diverse diesbezügliche Studien. Seine erste Ausstellung nach 2005 fand im Mai 2008 im „Mo-Hotel“ in Stuttgart-Vaihingen statt. Hier wurden ca. 20 seiner Werke in einer Einzelausstellung präsentiert. Neben Ausstellungen im Landkreis Böblingen, u. a. im Landratsamt und dem Kulturzentrum Blaues Haus in Böblingen, war Weiss 2009 mit einem Teil seiner Werke auf der Internationalen Biennale of Contemporary Art in Florenz vertreten.
2013 wurde die von Weiss 1984 erstellte Arbeit Unvollendete Geschichte in der Ausgabe Eschatologie in der Unterrichtsmaterialreihe "Religion betrifft uns" veröffentlicht. Religion betrifft uns, ist ein Materialdienst für den schulischen Religionsunterricht der evangelischen und katholischen Konfession. Die Publikation erschien mit einer Gesamtauflage von 2600 Exemplaren. Seit Mai 2013 ist Weiss´ „Unvollendete Geschichte“ Teil des ökumenischen Religionsunterrichts.
Weiss lebte von 2017 in Santo Domingo (Dominikanische Republik), wo er 2018 sein Werk Antropologia Dominicana fertigstellte. Seit 2018 war er dort Mitglied im Berufsverband der Bildenden Künste Colegio Dominicano de Artistas Plásticos (CODAP). Er verstarb 2020 an den Folgen einer COVID-19 Infektion.

## Werke
- Stil life, Öl auf Leinwand, 1971, 134 × 160 cm (Hauptverwaltung, Kreissparkasse Böblingen)
- Mondhafen, Öl auf Leinwand, 1971, 134 × 160 cm (Herrenberg, Besitz der Stadt Herrenberg)
- Abendländische Visionen, Öl auf Leinwand, 1977, 180 × 200 cm (Böblingen, Landratsamt)
- Europa, Tempera, 1979, 50 × 100 cm (Hauptverwaltung, Kreissparkasse Böblingen)
- Traum des Harfenspielers, Tempera, 1979, 40 × 50 cm (Landkreis Böblingen)
- Die Apocalypse des Nostradamus, Öl auf Leinwand, 1982, 55 × 90 cm (Hauptverwaltung, Kreissparkasse Böblingen)
- Ebene der Könige, mixmedium, 1982, 55 × 90 cm (Stadt Böblingen)
- Traum des Harfenspielers II, Tempera, 1982, 40 × 50 cm (Privatbesitz)
- Psychologie einer verspäteten Landschaft, Öl auf Leinwand, 1983, 135 × 180 cm (Böblingen, Landratsamt)
- Die unvollendete Geschichte, Tempera, 1984, 50 × 100 cm (Privatbesitz)

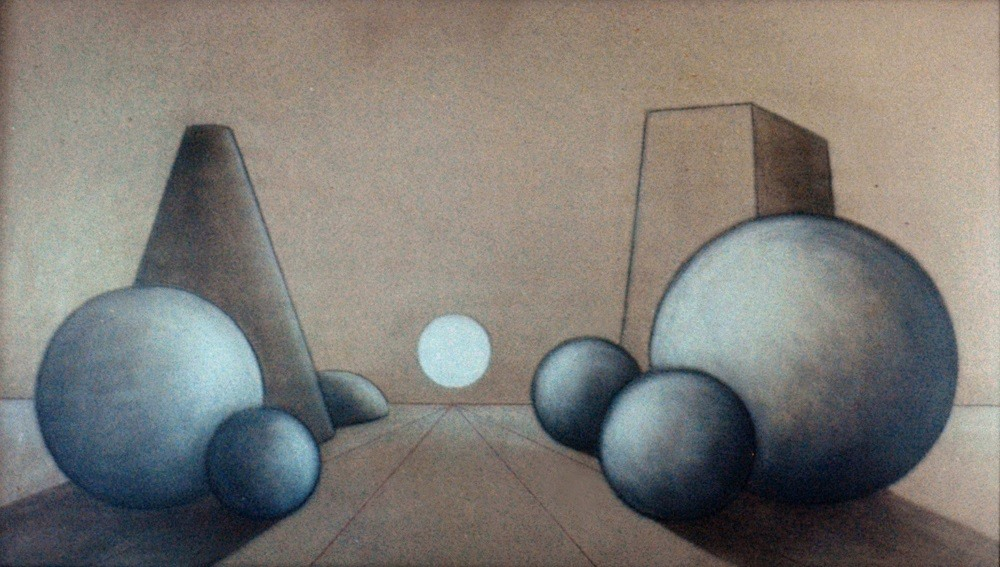
Endzeitliche Landschaft, 1987, 80 × 120 cm

- Endzeitliche Landschaft, 1987, 80 × 120 cmEndzeitliche Landschaft, Öl auf Leinwand, 1984, 90 × 120 cm (Landratsamt Böblingen)
- Das Ende des industriellen Zeitalters, 1983, 315 × 525 cm (Landratsamt Böblingen)
- Status Quo, Öl auf Leinwand, 2005, 250 × 300 cm
- Endzeitliche Landschaft, Mischtechnik auf Papier, 1987, 80 × 120 cm (Sammlung Kunstministerium Stuttgart)Beginn des dritten Jahrtausends, 2009, 215 × 160 cm

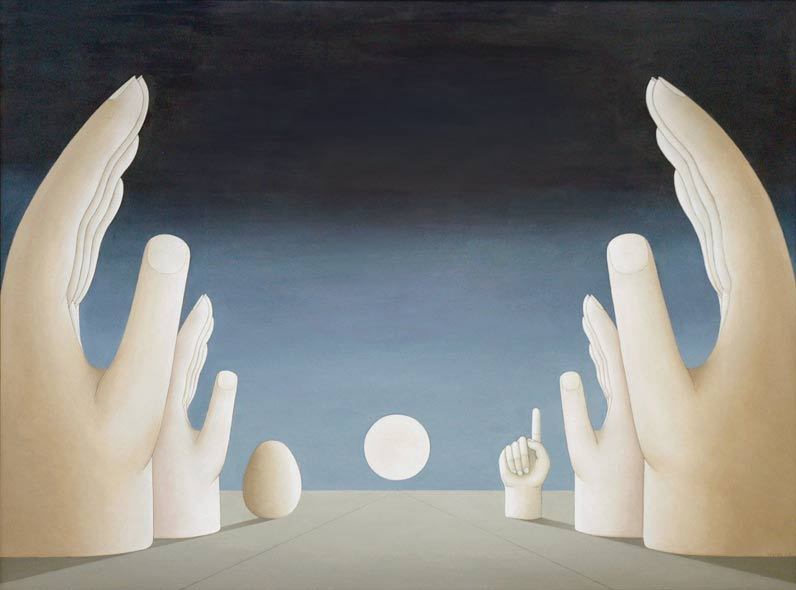
Beginn des dritten Jahrtausends, 2009, 215 × 160 cm

- Wiedereinzug der Capriden, 2007, 60 × 100 cm (Privatbesitz)
- Beginn der goldenen Zeitalters, Acryl Mixed Medium, 2007, 75 × 115 cm
- Anfang der Schöpfung, Öl, 2007, 90 × 120 cm (Privatsammlung)
- Arche Noah II, Oil Mixed Medium, 2008, 105 × 100 cm (Landratsamt Böblingen)
- Beginn des dritten Jahrtausends III, Oil Mixed Medium, 2008, 110 × 100 cm (Privatsammlung)
- Beginn des dritten Jahrtausends, Öl auf Leinwand, 2009, 215 × 160 cm (Privatsammlung)
- Beginn des dritten Jahrtausends II, Öl auf Leinwand, 2010, 215 × 160 cm (Privatsammlung)
- Weizenlandschaft, Öl – Mixed Medium, 2012, 97 × 67 cm (Privatbesitz)
- Anatomy der Zukunft, Öl, 2012, 250 × 195 cm
- Die Welt der Monotheisten (Versöhnung der Religion), Öl, 250 × 175 cm
- Antropologia Dominicana, Öl, 2018, 250 x 170 cm[24]

## Ausstellungen (Auswahl)
- 1972 Rathaus Böblingen (Einzelausstellung)
- 1972 Böblinger Kunstverein, Kongresshalle Böblingen
- 1973 Galerie Merklin Stuttgart (Einzelausstellung)
- 1976 Verband Bildender Künstler Baden-Württemberg, Messegelände Stuttgart-Killesberg
- 1976 TWS Etagengalerie Stuttgart (Einzelausstellung)
- 1978 Verband Bildender Künstler Baden-Württemberg, Selbstbildnisse 78, Gustav Sieglehaus Stuttgart
- 1983 Kreiskunstausstellung Böblingen-Leonberg-Herrenberg
- 1983 100. Ausstellung der Galerie Herrenberg (Einzelausstellung)
- 1983 50. Jubiläumsausstellung der Kreissparkasse Böblingen (Einzelausstellung)
- 1985 Zeitgenössische Kunst aus Böblingen, Pontoise-Frankreich
- 1985 Zeitgenössische Kunst aus Böblingen, Geleen-Niederlande
- 1985 Zeitgenössische Kunst aus Böblingen, Krems-Österreich
- 1985 Zeitgenössische Kunst aus Böblingen, Alba-Italien
- 1986 Galerie la Pigna Roma
- 1994 Landratsamt Böblingen
- 2008 Galerie Contact, Böblingen (Einzelausstellung)
- 2008 Mo-Hotel, Stuttgart-Vaihingen (Einzelausstellung)
- 2009 Landratsamt Böblingen
- 2009 Florence Biennale of Contemporary Art, Italien
- 2015 Galerie Blaues  Haus, Böblingen
- 2018 Exhibición de LADISLAUS WEISS casa de la cultura dominico-alemana R.D Santo Domingo 2018-nov-08
- 2019 Exhibicion de LADISLAUS WEISS museos de las casas reales  Santo Domingo R.D 2019
- 2019 Exhibicion de Ladislaus Weiss Centro Cultural Banreservas Santo Domingo 11. November 2019 (Einzelausstellung)[25]